# Yvette Clarke
Yvette Diane Clarke (nacida el 21 de noviembre de 1964) es una miembro demócrata de la Cámara de Representantes de EE. UU. por Nueva York. Es miembro de alto nivel de la Sucomisión de Seguridad en Amenazas Emergentes, Ciberseguridad, Ciencia y Tecnología. El distrito de Clarke fue numerado el 11.º de 2007 a 2013, y como el 9.º distrito en 2013, cubriendo Brooklyn central. 
Antes de entrar al Congreso en 2007, Clarke fue miembro del Ayuntamiento de Nueva York, representando el 40.º distrito de Brooklyn, sucediendo a su madre, Una S. T. Clarke.

## Educación y vida tempranas
Hija de padres inmigrantes jamaicanos, Clarke ha vivido toda su vida en el barrio de Flatbush, en Brooklyn. Se graduó en el Edward R. Murrow High School, consiguiendo una beca para el Oberlin College en Ohio, a la cual asistió de 1982 a 1986, y antes de graduarse en Oberlin se inscribió en el Medgar Evers College, pero no se graduó.Mientras estudiaba en Oberlin, pasó un verano como pasante en la oficina del Representante Mayor Owens en Washington D. C., donde le dijo a Roll Call que trabajaba en cuestiones legislativas relacionadas con el comercio caribeño-estadounidense.

### Confusión de graduación
La campaña de 1004-2005 de Clarke aseguraba que ella se graduó en el Oberlin College, pero el Daily News investigó y averiguó que no se graduó, sino que se inscribió en el Medgar Evers College.

## Carrera temprana
Clarke trabajó como directora de desarrollo empresarial para la Corporación de Desarrollo Económico del Bronx y fue segunda directa de la porción del Bronx en la Zona de Emprendimiento de la Ciudad de Nueva York. En algún punto, fue interna para el congresista Major Owens.

## Ayuntamiento de Nueva York
El 40.º distrito de consejo de Brooklyn eligió a Clarke para el Ayuntamiento de Nueva York en 2001. Sucedió su madre, antigua miembro del ayuntamiento Una S. T. Clarke, quien tuvo el puesto durante más de una década, consiguiendo la primera sucesión madre a hija de la historia del ayuntamiento.
Como miembro del Ayuntamiento, ella instituyó un equipo de trabajo para el Sida, un equipo de trabajo para Sanidad, un equipo de trabajo para Juventud, y organizó un Comité ad hoc del clero. Fue presidenta del Comité de Contratos y fue también copresidenta de la Junta Política de Mujeres del Ayuntamiento. También trabajó en muchos otros comités. 
Clarke defiende el empoderamiento de las mujeres y de las minorías e introdujo legislación que resultó en el estudio de Negocios de Empoderamiento Llevados por Mujeres y Minorías (MWBE) que encuentra negocios poseídos por mujeres y minorías y que no reciben una parte justa en los contratos de la ciudad. Este hallazgo forzó que la Ciudad de Nueva York terminase su sistema de discriminación económica. Como copresidenta de la Junta Política de Mujeres del Ayuntamiento de Nueva York, Clarke recaudó 9.5 millones de dólares dirigidos a resolver asuntos de prevención de violencia doméstica, conciencia sobre el cáncer de mama, alojamiento y consejo para mujeres con sida. 
Ella copatrocinó las proposiciones del Ayuntamiento contra la guerra en Irak, criticó la Ley USA PATRIOT, y pidió una moratoria nacional sobre la pena de muerte. Fue crítica frecuente de las políticas administrativas de George W. Bush, y se opuso a los recortes presupuestarios hechos por Bush y por el Congreso Republicano en varios programas sobre los derechos de las mujeres y la pobreza. Quizás contradictoriamente, más tarde votó para extender las provisiones del Acto Patriótico después de la elección del presidente Barack Obama.
- Comité en Contratos (presidenta)
  - Comité en Educación
  - Comité en Servicios de Justicia Criminal & Fuego
  - Comité en Salud
  - Comité en Uso de Tierra
  - Comité en Planificación, Disposiciones & Concesiones
  - Comité en Reglas, Privilegios & Elecciones

## Cámara de Representantes de EE.UU.
El 9.º distrito posteriormente se llamó el 11.º en 2003  e incluye Brownsville, Crown Heights, East Flatbush, Flatbush, Kensington, Midwood, Prospect Heights, Prospect Lefferts Gardens y Park Slope.

### Posiciones políticas
Israel
Las políticas de Clarke sobre Israel están mezcladas. Su distrito es 25% judío, y algunos constituyentes han criticado algunas de sus posturas sobre Israel. En 2010, Clarke firmó 2 peticiones preguntando Obama para presionar a Israel para resolver el bloqueo de Gaza, la cual fue más tarde retractada. Esto vino justo después de que Clarke votase contra una resolución de que el Goldstone Report a la ONU era injusto para Israel.
En 2015, Clarke declaró que votó para el Plan de Acción Conjunto y Completo de Israel, a pesar de peticiones de sus electores judíos para votar contra el trato el cual los líderes israelíes ven como una amenaza a la existencia de Israel.
Aborto
Clarke es pro-elección y durante su posesión en la Cámara de Representantes coherentemente ha votado en contra de legislación que restringiría derechos de aborto, lo que incluyó votar contra la aprobación del Acto de Aborto Sin Financiación de los Contribuyentes de 2011, el cual buscaba prohibir que los presupuestos federales cubriesen los abortos. Su registro de votos en apoyo de los derechos del aborto ha dirigido el interés de grupos como NARAL Pro-Elección América y Planned Parenthood, para que le diesen sus puntuaciones más altas (100% cada uno), mientras que sus puntuaciones de organizaciones provida como el Comité Nacional por el Derecho a la Vida han sido correspondientemente bajas (0%) en los últimos dos años.
Presupuesto, Gasto y Cuestión Fiscal

Recibió una clasificación de 92% por la National Journal por ser liberal en política económica en 2011, mientras recibía una baja calificación de 15% por National Taxpayer Union por sus posiciones sobre los impuestos y gastos en 2011 y una clasificación de 2% por Citizens Against Government Waste en 2010. Se ha opuesto a la legislación que busca reducir el gasto y recorte de impuestos del gobierno, incluyendo votar contra el Acto de Protección del Trabajo y Prevención de la Recesión de 2012 el cual buscaba extender el recorte de impuesto establecido durante la administración de George W. Bush a través del fin de 2013.
Política medioambiental
Clarke recibió una clasificación de 100 por cien por Environment America, la Liga de Votantes Conservadores, y el Sierra Club, el último en sus posiciones de agua limpias, en 2011 mientras ella recibía una baja calificación de 14% por el periodo de 2008-2011 por el Global Exchange por su lealtad a la finanza, seguro, y lobbies de bienes inmuebles. Clarke se ha opuesto a legislación que da prioridad económica sobre intereses conservadores, tales como el Acto Parar la Guerra del Carbón de 2012 y el Acto de Crecimiento Económico y Conservación de 2012, mientras ella apoyaba legislación que incrementa los esfuerzos conservadores y la regulación gubernamental de la industria, tales como el Acto de Regulación de Perforación Mar Adentro y Otras Enmiendas de Ley Energéticas de 2010.

#### Inmigración
Clarke ha pedido una reforma migratoria que crearía un camino hacia la ciudadanía para los inmigrantes indocumentados que viven en los Estados Unidos y desviaría recursos de la aplicación de la ley.En 2010, votó a favor de la Ley DREAM, que fue aprobada en la Cámara pero fue bloqueada en el Senado. Clarke ha votado en contra de propuestas legislativas para limitar la inmigración. Elogió el programa DACA de la administración Obama y condenó la terminación del programa por parte de la administración Trump, calificándolo de "cruel y vengativo".También ha pedido que se extienda el Estatus de Protección Temporal otorgado a los inmigrantes haitianos que buscan refugio después del terremoto de 2010 en Haití, y la abolición del ICE.

#### Siria
En 2023, Clarke estuvo entre los 56 demócratas que votaron a favor de H.Con.Res. 21, que ordenó al presidente Joe Biden retirar las tropas estadounidenses de Siria en un plazo de 180 días.

#### Tecnología
El 10 de abril de 2019, Clarke y los senadores Ron Wyden y Cory Booker presentaron la Ley de Responsabilidad Algorítmica de 2019, una legislación que otorga poderes adicionales a la Comisión Federal de Comercio además de obligar a las empresas a estudiar si la raza, el género u otros sesgos influyen en su tecnología.
El 11 de enero de 2022, Clarke y el representante Ritchie Torres enviaron una carta a Jen Easterly, directora de la Agencia de Seguridad de Infraestructura y Ciberseguridad (CISA), solicitando más información sobre los esfuerzos para reducir los riesgos de seguridad para las redes federales mediante la adopción de múltiples factores. requisitos de autenticación. La carta sostiene que la adopción amplia de la autenticación multifactor es esencial para proteger la seguridad de las redes y sistemas federales.

### En los medios de comunicación
En el Colbert Report, en su segmento "Better Know a District" a comienzos de septiembre de 2012, cuando Stephen Colbert preguntó a las tres veces congresista lo que ella habría cambiado en 1898 (el año en que Brooklyn emegió en la Ciudad de Nueva York) si ella pudiese volver en el tiempo, la congresista respondió la abolición de la esclavitud. Colbert respondió, "Esclavitud…¿En serio? No me di cuenta de que había esclavitud en Brooklyn en 1898," (la esclavitud fue abolida en el Estado de Nueva York en 1827.) Clarke respondió inmediatamente con, "Estoy bastante segura de que sí" declarando que los holandeses poseían esclavos en Nueva York en 1898. Al día siguiente, la congresista no pudo comentar, y su representante en los medios de comunicación declaró que fue dicho con humor.

### Asignaciones de comité
- Comité de Energía y Comercio
- Comité en Seguridad de Patria
  - Subcomisión en Ciberseguridad, Protección de Infraestructura, y Tecnologías de Seguridad (Miembro de Alto Nivel)
  - Subcomisión en Vigilancia, Investigaciones, y Administración
- Comité en Pequeños Negocios
  - Subcomisión en Crecimiento Económico, Impuesto y Acceso al Capital
  - Subcomisión en Contratación y Personal

### Ocupación
En abril de 2007, Clarke fue la única miembro del Congreso en oponerse a la propuesta de un Demócrata del Bronx que renombraba la Biblioteca de Ellis Island en honor del británico Bob Hope.
El 29 de septiembre de 2008, votó en favor de HR 2997, el Acto de Emergencia en Estabilidad Económica de 2008. El acto falló, 205-228. También redactó legislación para mejorar el proceso de conseguir sacar nombres de la No Fly List. Fue aprobado 413-3 el 3 de febrero de 2009.
En noviembre de 2009, fue una de los 54 miembros del Congreso que envió una carta instando al Presidente Obama para utilizar presión diplomática para resolver el bloqueo que afecta a Gaza. Desde entonces se ha retractado de su apoyo a la carta. 
El 25 de marzo de 2010,  introdujo el "Acto Internacional de Cooperación e Informe de de Cibercrimen – H.R.4962" antes del Congreso.
Clarke apoyó el Acto de Preservación del Monumento de los Mártires de la Prisión del Barco (H.R. 1501; 113.º Congreso), una propuesta que sería dirigida al Secretario del Interior para estudiar la conveniencia y viabilidad de designar el Monumento a los mártires de barcos para prisioneros en Fort Greene Park en el Borough, Nueva York como unidad del Sistema de parque nacional (NPS). Clarke argumentó que la factura era una idea buena porque "este monumento conmemora no sólo los sacrificios de soldados en la Guerra Revolucionaria que se dedicaron a la causa de libertad, sino un recordatorio que incluso en tiempo de guerra tenemos que proteger los derechos humanos básicos. Estas miles de muertes fueron una atrocidad que nunca tendrían que ocurrir otra vez."
El 17 de septiembre de 2013, Clarke introdujo el Acto de Seguridad de Patria Boots-on-theGroundl (H.R. 3107; 113.º Congreso), una propuesta que requeriría el Departamento de Seguridad Nacional de los Estados Unidos (DHS) emprendiese varias acciones diseñadas a mejorar la capacidad de ciberseguridad personal de DHS. DHS también sería requerido para crear una estrategia para reclutar y entrenar empleados adicionales en ciberseguridad.

### Afiliación a junta política
- Junta política congresional de Artes
- Junta política congresional Negra (Secretaria)
- Junta política progresiva democrática

## Campañas políticas

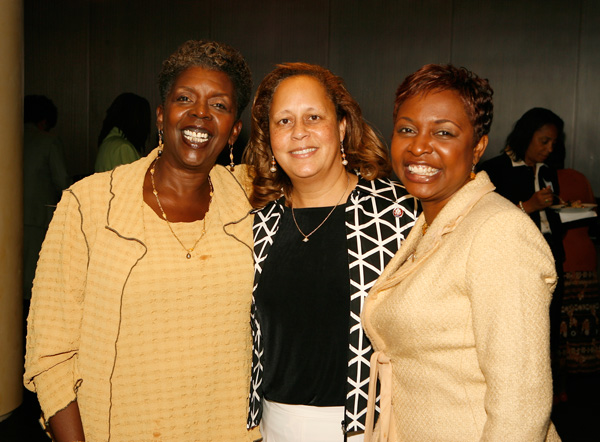
Yvette Clarke (derecha) con las congresistas Stephanie Tubbs Jones de Ohio (izquierdo) y Laura Richardson de California (centro).

En 2000, su madre se presentó a las primarias del partido Democrático contra el congresista de EE. UU. Major Owens, perdiendo contra él. En la elección de 2004, Yvette Clarke, con tan solo dos años y medio de servicio como oficial electa, hizo campaña por el mismo puesto, perdiendo por poco. Owens llamó a estas campañas así como la propuesta de Yvette de 2006, "una cuchada por la espalda durante mucho tiempo y en cruz doble" ya que Una Clarke y él habían sido aliado, e Yvette había sido interna para él.

### 2006
En mayo de 2006, otro candidato americano-caribeño, el asambleísta N. Nick Perry, se retiró de la carrera para suceder al congresista Major Owens, liderando algunas observaciones para contener que las oportunidades de Clarke de ganar la carrera mejorarían ahora que el otro candidato de la misma comunidad no competía más.
En agosto de 2006, el New York Daily News descubrió el hecho de que Clarke falsificó su educación, en su campaña, declarando que se había graduado en Oberlin College. El periódico encontró que ella no completó el curso en Oberlin y que se había inscrito seguidamente en Medgar Evers College, pero no se graduó.  Las cuestiones de si ella se había graduado y de cuál universidad fueron asunto de controversia durante su campaña de 2006, con su entonces representante de relaciones públicas diciendo que ella asistió a Oberlin y terminó en Medgar Evers — "caso cerrado". En 2011, otro relaciones públicas de la congresista dijo a Crain's que la congresista se había re-inscrito en Oberlin para completa los créditos necesarios para conseguir su graduado.
El 12 de septiembre de 2006, Clarke ganó la nominación al Congreso con solo el 31.02% de los votos. Esto prácticamente le aseguró de la elección de forma abrumadora Democrática, mayoría de distrito negro. En las elecciones generales del 7 de noviembre, Clarke fue elegida Representante de la Cámara con el 89% del voto contra la oposición republicana.

### 2008
Clarke fue reelegida el 4 de noviembre de 2008 por un gran margen.

### 2010
Clarke fue reelegida el 2 de noviembre de 2010 por un gran margen.

### 2012
Tuvo 50,000 dólares de presupuesto para su campaña antes de las primarias de junio.